# Buanes
Buanes (gaskonsko Buanas) je naselje in občina v francoskem departmaju Landes regije Akvitanije. Naselje je leta 2009 imelo 275 prebivalcev.

## Geografija
Kraj leži v pokrajini Gaskonji 23 km južno od Mont-de-Marsana.

## Uprava
Občina Buanes skupaj s sosednjimi občinami Aire-sur-l'Adour, Bahus-Soubiran, Classun, Duhort-Bachen, Eugénie-les-Bains, Latrille, Renung, Saint-Agnet, Saint-Loubouer, Sarron in Vielle-Tursan sestavlja kanton Aire-sur-l'Adour s sedežem v Airu. Kanton je sestavni del okrožja Mont-de-Marsan.

## Zgodovina
Naselbina je bila ustanovljena kot srednjeveška bastida leta 1346.

## Zanimivosti
- romanska cerkev sv. Filipa in Jakoba;